# مرعب 3 (فلم)
مرعب 3 (بالإنجليزية: Terrifier 3) هو فيلم تقطيع امريكي لعام 2024 من تأليف وإخراج داميان ليون. وبطولة ورين لافيرا، إليوت فولام، ديفيد هوارد ثورنتون، وسامانثا سكافيدي، الذين يعيدون أدوارهم من الأفلام السابقة. الفيلم هو تكملة لفيلم مرعب 2.

## روابط خارجية
- مقالات تستعمل روابط فنية بلا صلة مع ويكي بيانات